# كلارنس مون
كلارنس مون (بالإنجليزية: Clarence Munn)‏ هو لاعب كرة قدم أمريكية أمريكي، ولد في 11 سبتمبر 1908 في أندوفر في الولايات المتحدة، وتوفي في 18 مارس 1975 في لانسنغ في الولايات المتحدة بسبب مرض.